# CD24
CD24, ou transducteur de signal CD24, ou antigène thermostable CD24, parfois nommée nectadrine, est une molécule biologique de composition variable, dont la structure de base est une chaîne protéique fortement glycosylée. Il s'agit d'une syaloglycoprotéine, ancrée à la membrane cellulaire. Elle a été mise en évidence et étudiée plus particulièrement chez l'être humain et plusieurs autres espèces (notamment de rongeurs).
Cette molécule fait l'objet de nombreuses recherches médicales dans divers domaines : immunité adaptive, inflammation, maladies autoimmunes, cancer…

## Caractéristiques

### Espèces concernées
CD24 est présente notamment chez les mammifères, les reptiles et les oiseaux, mais elle n'a pas été détectée chez les marsupiaux et les monotrèmes. Elle est exprimée sur la surface extérieure de la membrane plasmique de nombreux types différents de cellules.

### Description
CD24 est constituée d'une courte chaîne protéique d'une trentaine de résidus d'acides aminés. La chaîne protéique est fortement glycosylée (ajout de glucides) et le niveau de glycosilation est très variable selon les tissus où CD24 est exprimée. Il y a de la N-glycosylation (sur les résidus d'asparagine) et de la O-glycosylation (sur les résidus de sérine et de thréonine qui représentent environ la moitié de la chaine protéique).
Des résidus d'acide sialique sont fixés par liaison covalente sur les glucides apportés par la glycosylation. À l'extrémité C-terminale de la chaîne protéique se trouve un résidu de molécule de glycosylphosphatidylinositol (GPI) qui permet l'ancrage de la molécule à la membrane cellulaire. La chaine protéique glycosylée et les résidus d'acide sialique sont situés à l'extérieur de la cellule.

### Activités
CD24 a des fonctions diverses, cette diversité est notamment liée à son expression dans des tissus différents et à ses différents niveaux de glycosylation.
CD24 est classée dans les protéines d'adhésion cellulaire (c'est-à-dire qu'elle intervient dans les mécanismes de liaison cellulaire), du fait qu'elle est un ligand pour la sélectine P.
Elle fait partie des clusters (ou classes) de différenciation qui sont utilisés pour différencier les cellules immunitaires (d'où l'appellation « CD »). C'est également une mucine, les mucines sont des protéines fortement glycosylées, à masse moléculaire élevée, qui entrent dans la composition du mucus recouvrant les cellules en contact avec le milieu extérieur (cellules épithéliales).
CD24 est un transducteur de signal à la surface de la plupart des lymphocytes B humains. CD24 permet ainsi de moduler la réponse des lymphocytes B aux signaux d'activation qui provoquent leur différenciation en cellules productrices d'anticorps.

## Historique
CD24 a été découverte en 1978 par le biologiste américain Timothy Springer (Harvard Medical School) sur des cultures de cellules de souris et de rat. La molécule a été alors appelée « antigène thermostable » ou HSA (en anglais Heat Stable Antigen).

## Génomique et synthèse
Chez l'être humain, son gène est situé sur le chromosome 6 en position « q21 » (c'est-à-dire bande « 1 » de la région « 2 » sur le bras long « q »). Il existe des pseudogènes (gènes non transcrits) sur les chromosomes 1, 15, 20, et Y.  Un épissage alternatif produit de multiples isoformes (variantes) de la protéine.
Le gène contient un cadre de lecture ouvert de 0.24 kb et une région 3' non traduite inhabituellement longue qui améliore la stabilité de l'ARN messager.
Chez l'humain la chaîne protéique de CD24 comprend initialement (après sa synthèse par les ribosomes) 80 acides aminés pour une masse de 8083 Da (76 acides aminés chez la souris et le rat pour respectivement 7797 et 7862 Da). Après sa synthèse, la chaîne protéique subit le clivage de la séquence signal, ainsi que d'un propeptide. La protéine subit alors une glypiation (en), c'est-à-dire l'ajout du résidu de GPI. Les nombreuses glycolysations effectuées sur la molécule augmentent considérablement sa masse pour atteindre 45 à 65 kDa selon les tissus.
Chez l'humain :
- la chaîne protéique synthétisée est la suivante (80 résidus d'acides animés[N 4]) : MGRAMVARLGLGLLLLALLLPTQIYSSETTTGTSSNSSQSTSNSGLAPNPTNATTKAAGGALQSTASLFVVSLSLLHLYS

- le peptide signal est constitué des 26 premiers résidus d'acides aminés : MGRAMVARLGLGLLLLALLLPTQIYS

- le propeptide clivé est constitué des 20 derniers résidus : ALQSTASLFVVSLSLLHLYS

## CD24 et système immunitaire
CD24 est fortement exprimé à la surface des lymphocytes. Son rôle précis sur ces cellules n'est pas connu, mais il contribue à la régulation du système immunitaire adaptatif.

### Réaction du greffon contre l'hôte
Dans les années 2010 la société américaine OncoImmune a développé un traitement utilisant des molécules CD24Fc, une protéine de fusion soluble obtenue par la combinaison des domaines extra-cellulaires non polymorphes de CD24 liés au domaine Fc (fragment cristallisable) d'une immunoglobuline G1 (IgG1), pour lutter contre la réaction du greffon contre l'hôte (graft-versus-host disease, GVHD). En septembre 2016, OncoImmune a démarré un essai clinique de phase II au centre médical de l'université du Michigan.

### Covid-19
Plusieurs essais cliniques ont été initiés en 2020 et 2021 dans le but d'étudier l'efficacité de CD24 pour diminuer la réponse inflammatoire chez des patients atteints de la Covid-19. Des essais randomisés en double aveugle avec placebo ont notamment débuté en Israël et aux États-Unis. L'essai américain consistait à évaluer un traitement imaginé par la société OncoImmune (acquise en 2020 par le groupe Merck), il s'agissait d'injecter en intraveineuse une solution de CD24Fc (renommé MK-7110 par Merck). Le groupe Merck a décidé en avril 2021 d'arrêter ces travaux, la société estime en effet qu'elle ne pourra pas commercialiser ce traitement avant la mi-2022, à un moment où d'autres traitements concurrents devraient d'ores et déjà être disponibles. Cependant des chercheurs de l'université d'État de l'Ohio ont étudié les résultats disponibles pour 22 patients de cet essai clinique et ils estiment qu'ils sont positifs. Par ailleurs les essais de phase I/II du traitement israélien (nommé EXO-CD24) ont donné des résultats encourageants, le traitement imaginé par le professeur Nadir Arber prend la forme d'un spray nasal d'exosomes dont la surface porte des molécules de CD24. L'essai clinique randomisé de ce traitement a commencé le 11 juillet 2021 pour une durée prévue d'un an.

## Expression de CD24 dans les cellules cancéreuses
CD24 est exprimée dans de nombreux types de cellules saines, mais elle est souvent surreprésentée dans les cellules des tumeurs cancéreuses. Ce qui en a fait un marqueur pour certains cancers et notamment un marqueur défavorable en termes de pronostic. À la surface de ces cellules cancéreuses, CD24 fait office de signal inhibant la phagocytose par les macrophages. Cette inhibition résulte de la fixation de CD24 sur la protéine humaine Siglec-10 en surface des macrophages. Ces découvertes récentes font de CD24 une cible pour le traitement de certains cancers par immunothérapie.